# Toulouse-Blagnaci repülőtér
A Toulouse-Blagnaci repülőtér (IATA: TLS, ICAO: LFBO) nemzetközi repülőtér Franciaországban, Toulouse-tól 6,7 km északnyugatra fekszik, Blagnactól délre. Éves utasforgalma 7 037 150 fő (2022).
Mind az Airbus, mind pedig az ATR repülőgép-összeszerelő üzemet tart fenn a közelben, és gépeiket innen indítják tesztelés céljából.
A repülőtér területén van kiállítva a második Super Guppy Turbine (amerikai lajstromjelzése N212AS). A négy SGT-t az Airbus bérelte 1972-től az Airbus-gépek részegységeinek Toulouse-ba szállítására.

## Légitársaságok és úticélok

### Személy
2025-ben a Toulouse-Blagnaci repülőtérről az alábbi járatok indulnak (Utoljára frissítve: 2025-02-21):
| Légitársaság      | Célállomások |
| ----------------- | --- |
| Aegean Airlines   | Szezonális: Athén, Heraklion |
| Aer Lingus        | Szezonális: Dublin |
| Air Algérie       | Algír, Orán Szezonális: Kaszentína |
| Air Arabia        | Casablanca[forrás?], Fez |
| Air Canada        | Montréal–Trudeau |
| Air Corsica       | Ajaccio, Bastia |
| Air France        | Lyon, Párizs-Charles de Gaulle repülőtér, Párizs–Orly |
| Air Transat       | Szezonális: Montréal–Trudeau |
| APG Airlines      | Lorient |
| British Airways   | London–Heathrow |
| Brüsszel Airlines | Brüsszel |
| easyJet           | Basel/Mulhouse, Bristol, Genf, Lille, Lyon, Marrákes, Milánó–Malpensa, Nantes, Nizza, Párizs–Orly, Porto, Rennes Szezonális: Berlin[forrás?], Faro, London–Gatwick[forrás?], Palma de Mallorca |
| Iberia            | Madrid |
| KLM               | Amszterdam |
| Lufthansa         | Frankfurt, München |
| Norwegian         | Szezonális: Koppenhága, Oslo (kezdődik 14 June 2025) |
| Nouvelair         | Dzserba, Tunisz |
| Royal Air Maroc   | Casablanca |
| Ryanair           | Agadir, Alicante, Bergamo, Bristol (kezdődik 3 May 2025), Budapest, Charleroi, Dublin, Fez, Krakkó, Lisszabon, London–Stansted, Málta, Manchester (kezdődik 31 March 2025), Marrákes, Oujda, Páfosz, Porto, Rabat, Róma–Fiumicino, Sevilla, Tanger, Tenerife–South, Treviso, Valencia Szezonális: Bari, Birmingham, Bologna, Korfu, Menorca, Nador, Nápoly, Palma de Mallorca, Trapani |
| TAP Air Portugal  | Lisszabon |
| Transavia         | Ajaccio, Bastia, Brest, Dakar, Dubai–Al Maktoum |
| TUI Airways       | Szezonális: Birmingham, Bristol, Glasgow (kezdődik 21 December 2025), London–Gatwick, Manchester |
| Tunisair          | Tunisz |
| Turkish Airlines  | Isztambul |
| Twin Jet          | Metz/Nancy, Nizza, Rennes |
| Volotea           | Lille, Nantes, Strasbourg, Tenerife–South, Velence Szezonális: Ajaccio, Athén, Bari, Bastia, Caen, Catania, Korfu, Dubrovnik, Faro, Figari, Firenze, Fuerteventura, Gran Canaria, Hannover, Heraklion, Lanzarote, Madrid, Málaga, Olbia, Palermo, Palma de Mallorca, Szantorini, Split                                                                                                 |

### Cargo
| Légitársaság          | Célállomások        |
| --------------------- | ------------------- |
| United Parcel Service | Köln-Bonn repülőtér |

| Légitársaság | Célállomások     |
| ------------ | ---------------- |
| Swiftair     | Bukarest, Párizs |
| Maersk Air   | Lyons            |
| FedEx Feeder | Párizs-CDG       |
| DHL Aviation | Lyons            |

## Kifutók
A repülőtér futópályái:
- 14R/32L (3500 m, 45 m, aszfalt)
- 14L/32R (3000 m, 45 m, aszfalt)

## Forgalom
Az utasforgalom az elmúlt években az alábbi módon változott:
| Utasok száma | 1 265 000 | 2 072 000 | 3 098 000 | 3 659 000 | 4 974 000 | 5 563 090 | 6 293 505 | 7 532 380 | 9 264 611 | 7 037 150 |
|              | 1980      | 1986      | 1990      | 1995      | 1999      | 2004      | 2008      | 2013      | 2017      | 2022      |

## Fordítás
- Ez a szócikk részben vagy egészben  a   Toulouse Blagnac International Airport című angol Wikipédia-szócikk ezen változatának fordításán alapul.  Az eredeti cikk szerkesztőit annak laptörténete sorolja fel. Ez a jelzés csupán a megfogalmazás eredetét és a szerzői jogokat jelzi, nem szolgál a cikkben szereplő információk forrásmegjelöléseként.